# DNA-extractie
DNA-extractie is een procedure waarmee DNA uit cellen geïsoleerd kan worden, zodat het vervolgens gebruikt kan worden in moleculair biologische experimenten of forensisch onderzoek.
Protocollen voor DNA-extractie kunnen doorgaans onderverdeeld worden in 3 stappen:
1. Openbreken van de cel, bijvoorbeeld door sonificatie of lyse
2. Lipiden, vooral afkomstig van membranen, verwijderen door middel van de toevoeging van een detergens
3. Neerslaan van het opgeloste DNA, bijvoorbeeld met ethanol of isopropanol. Na centrifugatie ontstaat er uit de neerslag een pellet van geaggregeerde DNA-moleculen.

## Historie
Reeds in de negentiende eeuw waren wetenschappers al in staat DNA en RNA als een mix te isoleren uit celkernen. Al snel kwam men erachter dat deze moleculen langwerpige polymere nucleïnezuren zijn, maar men realiseerde pas later dat er twee verschillende typen nucleotiden aanwezig waren. RNA bevatte ribose-, maar DNA deoxyribosegroepen. Deze ontdekking leidde uiteindelijk tot de identificatie en benaming van DNA. 
Friedrich Miescher (1844-1895) ontdekte in 1869 een substantie die hij nucleïne noemde. Enige tijd later was hij in staat deze substantie te isoleren uit zalmensperma. Deze staat nu bekend als het DNA. In 1889 noemde Miesschers leerling Richard Altman de stof nucleinezuur. Hij vond dat deze nieuwe substantie slechts te vinden was in chromosomen. Richard Altman was de eerste die DNA zuiver en zonder eiwitten wist te isoleren.